# Sompolno
Sompolno è un comune urbano-rurale polacco del distretto di Konin, nel voivodato della Grande Polonia.
Ricopre una superficie di 137,36 km² e nel 2004 contava 10 535 abitanti.